# Dallas Cowboys 2007
La stagione 2007 dei Dallas Cowboys è stata la 48ª della franchigia nella National Football League. Fu la prima stagione con Wade Phillips mentre Jason Garrett si unì alla squadra come coordinatore offensivo. La squadra terminò col miglior record della NFC (13-3-0), guadagnandosi la possibilità di saltare il primo turno di playoff e assicurandosi il vantaggio casalingo per tutte le restanti gare. Furono però subito eliminati dai futuri vincitori del Super Bowl, New York Giants, una squadra che avevano battuto in entrambe le sfide della stagione regolare. Con quella sconfitta Dallas arrivò all'undicesimo anno senza vittorie nella post-season e pareggiò il record NFL con la sesta sconfitta consecutiva nei playoff. Tredici giocatori furono convocati per il Pro Bowl, un altro record NFL.

## Calendario

### Stagione regolare

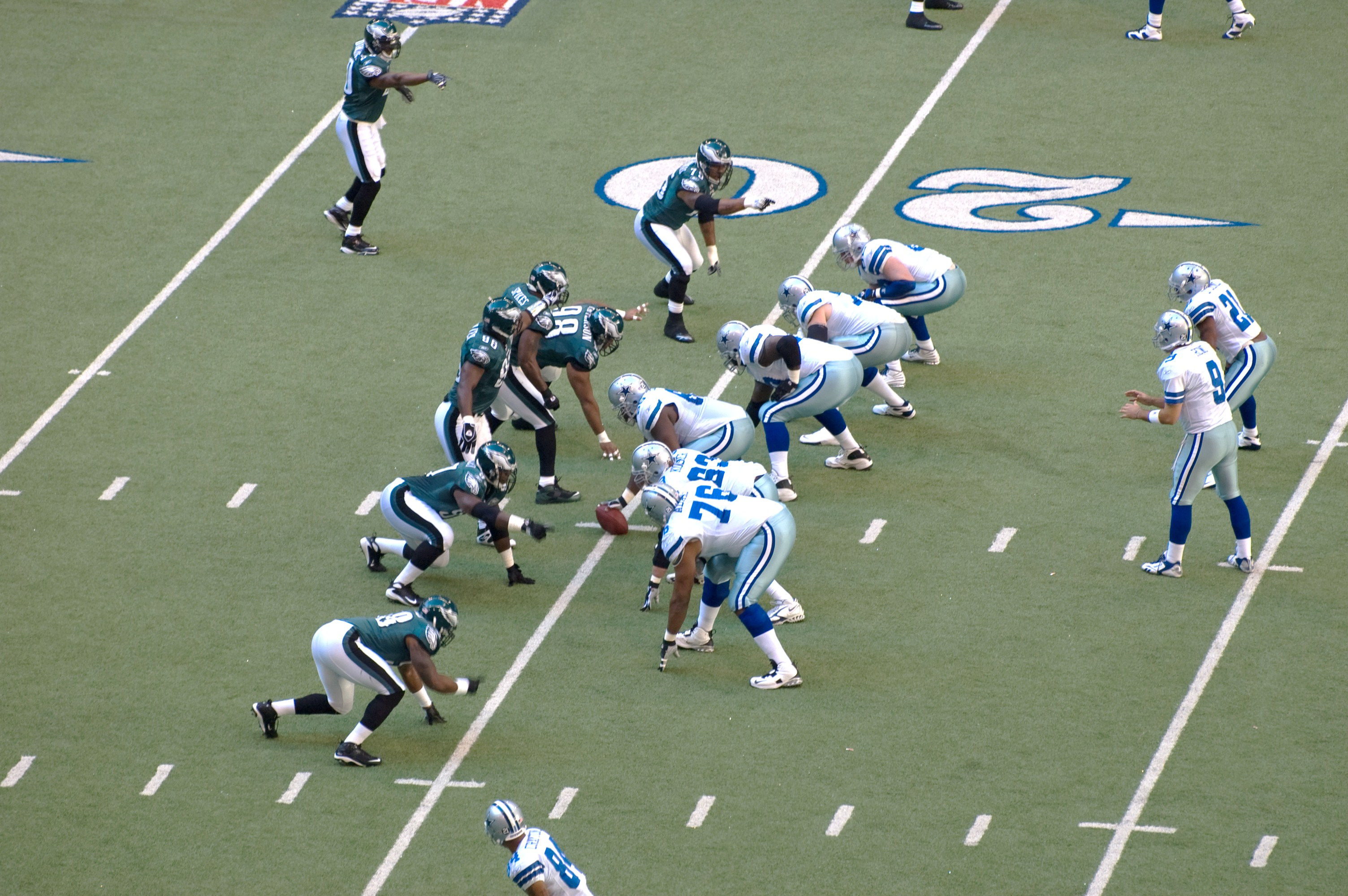
La gara della settimana 15 contro gli Eagles.

| Turno | Data               | Ora (CST)          | Avversario             | Risultato          | Stadio                  | Record             | NFL Recap          |
| ----- | ------------------ | ------------------ | ---------------------- | ------------------ | ----------------------- | ------------------ | ------------------ |
| 1     | 9/9/2007           | 7:15 p.m.          | New York Giants        | V 45–35            | Texas Stadium           | 1–0                | Recap              |
| 2     | 16/9/2007          | 3:05 p.m.          | at Miami Dolphins      | V 37–20            | Dolphin Stadium         | 2–0                | Recap              |
| 3     | 23/9/2007          | 7:05 p.m.          | at Chicago Bears       | V 34–10            | Soldier Field           | 3–0                | Recap              |
| 4     | 30/9/2007          | 12:00 p.m.         | St. Louis Rams         | V 35–7             | Texas Stadium           | 4–0                | Recap              |
| 5     | 8/10/2007          | 7:30 p.m.          | at Buffalo Bills       | V 25–24            | Ralph Wilson Stadium    | 5–0                | Recap              |
| 6     | 14/10/2007         | 3:15 p.m.          | New England Patriots   | S 48–27            | Texas Stadium           | 5-1                | Recap              |
| 7     | 21/10/2007         | 3:15 p.m.          | Minnesota Vikings      | V 24–14            | Texas Stadium           | 6-1                | Recap              |
| 8     | Settimana di pausa | Settimana di pausa | Settimana di pausa     | Settimana di pausa | Settimana di pausa      | Settimana di pausa | Settimana di pausa |
| 9     | 4/11/2007          | 7:15 p.m.          | at Philadelphia Eagles | V 38–17            | Lincoln Financial Field | 7-1                | Recap              |
| 10    | 11/11/2007         | 3:15 p.m.          | at New York Giants     | V 31–20            | Giants Stadium          | 8-1                | Recap              |
| 11    | 18/11/2007         | 3:15 p.m.          | Washington Redskins    | V 28–23            | Texas Stadium           | 9-1                | Recap              |
| 12    | 22/11/2007         | 3:15 p.m.          | New York Jets          | V 34–3             | Texas Stadium           | 10-1               | Recap              |
| 13    | 29/11/2007         | 7:15 p.m.          | Green Bay Packers      | V 37–27            | Texas Stadium           | 11-1               | Recap              |
| 14    | 9/12/2007          | 12:00 p.m.         | at Detroit Lions       | V 28–27            | Ford Field              | 12-1               | Recap              |
| 15    | 16/12/2007         | 3:15 p.m.          | Philadelphia Eagles    | S 10-6             | Texas Stadium           | 12-2               | Recap              |
| 16    | 22/12/2007         | 7:15 p.m.          | at Carolina Panthers   | V 20–13            | Bank of America Stadium | 13-2               | Recap              |
| 17    | 30/12/2007         | 3:00 p.m.          | at Washington Redskins | S 27-6             | FedExField              | 13-3               | Recap              |

### Playoff
| Turno | Ora       | Avversario      | Risultato | Risultato | Stadio        | TV  |
| Turno | Ora       | Avversario      | Punteggio | Record    | Stadio        | TV  |
| ----- | --------- | --------------- | --------- | --------- | ------------- | --- |
| DIV   | 16.30 EST | New York Giants | S 17-21   | 13-4      | Texas Stadium | FOX |

## Premi
- Greg Ellis:

comeback player of the year